# Wappen der Stadt Braunschweig
Das Wappen der Stadt Braunschweig zeigt einen roten Löwen vor einem silbernen (weißen) Hintergrund. Es geht zurück auf die mittelalterlichen Siegel der Stadt. Der Löwe findet sich in der Heraldik als Wappentier unter einer eigenen Bezeichnung als „Braunschweiger Löwe“. Als eine sogenannte gemeine Figur steht der Löwe für königliche Würde und Mut. Als Symbol des königlichen Anspruchs oder der Königstreue wurde der Löwe beispielsweise von Robert the Bruce, William Wallace, Richard Löwenherz und Heinrich dem Löwen genutzt.
Sein Erscheinungsbild: Der Löwe steht aufrecht auf einer Hinterpranke, die zweite ist wie zum Schreiten erhoben, die Vorderpranken sind weit vorgestreckt und bilden zueinander nahezu einen rechten Winkel. Der Körper des Löwen ist rot, die Krallen und das Auge sind schwarz und die sechs Zähne im geöffneten Maul sind weiß. Er streckt die Zunge weit heraus. Der Schwanz ist bis zur gleichen Höhe wie der Kopf erhoben und verläuft wellenförmig mit fünf parallelen roten Streifen, die aus der Innenbiegung schräg nach rechts oben verlaufen. In der Ansicht ist die linke Seite des Tieres zu sehen, er wendet sich nach rechts. Das Schwanzende läuft in einer dreiteiligen Quaste aus.

## Geschichte
Das Wappentier Braunschweigs bevorzugten schon die Welfen, die zu Beginn der heraldischen Zeit in Niedersachsen die Vorherrschaft hatten. Ein bekannter Spross ihrer Dynastie war der Herzog Heinrich, der unter dem Namen Heinrich der Löwe bekannt wurde. Sein Burglöwe von 1166, dessen Original heute in der Burg Dankwarderode in Braunschweig steht, ist weit über die Grenzen der Stadt hinaus bekannt. Um ihrem Ansehen und ihrer Stellung mehr Geltung zu verschaffen, übernahmen die Welfen 1199 das Wappen der englischen Könige in einer vereinfachten Form. Sie beriefen sich zum einen auf ihre königliche Abstammung von der englischen Mathilde, der Gemahlin Heinrichs, zum anderen als die Nachfahren der mit Wilhelm von Lüneburg vermählten dänischen Königstochter Helena. So zeigte das Wappen für den Landesteil Braunschweig zwei herschauende, übereinander schreitende goldene Löwen in rotem Feld und für den Landesteil Lüneburg einen blauen Löwen in einem mit roten Herzen bestreuten goldenen Feld. Diese im gespaltenen Schild nebeneinander angeordneten eingewanderten Löwenbildnisse bildeten bis ins Jahr 1918 das kleinere oder mittlere Staatswappen des Herzogtums Braunschweig. Diese Symbole werden noch immer im Logo der Technischen Universität Carolo-Wilhelmina geführt.:S. 9.

Logo der TU Carolo-Wilhelmina

Königliche Ableitung des Wappenlöwen
Englisches Wappen (1198–1340)
Fürstentum Braunschweig-Wolfenbüttel
Dänisches Wappen
Wappen der Fürsten von Lüneburg
Fürstentum Braunschweig-Lüneburg

### Der Wappenlöwe
Obwohl der Burglöwe des Herzogs Heinrich seit 1231 im städtischen Siegel inmitten einer städtischen Architektur vertreten ist, ist er nicht zwangsläufig mit dem stehenden Löwen des Wappens identisch. Der Wappenlöwe steht für das Streben der wachsenden Stadt nach Unabhängigkeit. Wann genau das Wappen erschaffen wurde, ist nicht belegt, es gibt jedoch eine erste farbliche Darstellung aus dem Jahre 1366/67, in einer Handschrift des Sachsenspiegels, die im Auftrag des Stadtrates vom Schreiber Ossenburghe verfasst wurde. Im Wappenbrief von 1438, der im Stadtarchiv zu Braunschweig verwahrt wird, erkennt König Albrecht II. das Stadtwappen mit diesen Worten an:

„[dass die Stadt] einen wissen schilt und darin einen erhabenen roten lewen mit einem ufgeworfenen tzagel uber des lewen rucke gestreckt […] vor langen ziijten und lenger dann in menschen gedechtniß sij […] zu schimphe und zu ernste gefuret und gebruchet.“

Der Löwe im Stadtwappen scheint also gegenüber Heinrich und seinem Burglöwen eine gewisse Unabhängigkeit zu besitzen, dennoch liegt ein Bezug zum Löwenherzog zumindest nahe, da zeitgenössische Schriften darüber berichten, dass Heinrich höchstselbst einen Löwen im Wappen geführt habe, was jedoch nicht bewiesen ist.:S. 13.
Das Wappen in der heutigen amtlichen Form wurde 1954 von Hermann Eidenbenz, einem Grafiker aus der Schweiz, entworfen und gestaltet.:S. 14. Er war von 1953 bis 1955 Leiter der Abteilung für Gebrauchsgrafik an der „Werkkunstschule Braunschweig“, heute HBK. Das offiziell geführte Wappen ohne Konturen und zwei verschiedenen Silber- (Weiß-)tönen entspricht nicht den heraldischen Regeln.

Stadtwappen
Amtliche Version (Hermann Eidenbenz 1954)
Heraldisch korrekte Version des amtl. Wappens (Rabbows Braunschweig. Wappenbuch 2003)[6]
Nichtamtliche, klassische Version (Stadlers Wappenbuch 1970)[7]
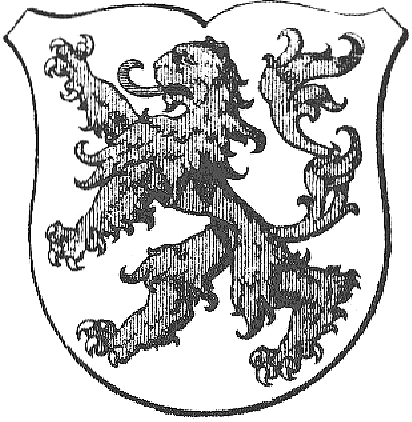
Ältere Version (Meyers Lexikon 1903)
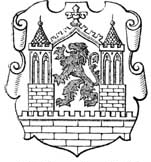
Historische Version (Meyers Lexikon 1886)
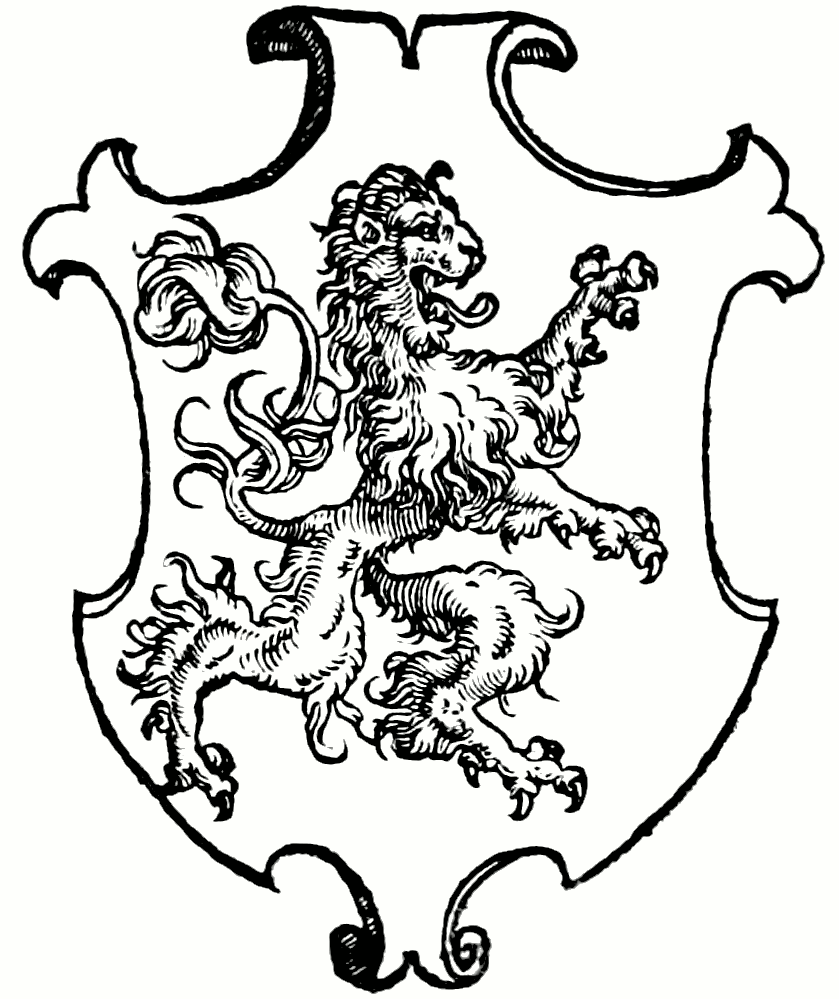
TurnierBuch 16. Jh. (Georg Rüxner)
Signet Braunschweigs „Eidenbenzlöwe“

### Stadtsiegel, Farben, Flagge
Auf dem offiziellen Dienstsiegel der Stadt Braunschweig ist der Löwe des Wappens zu sehen, der von den Worten „Stadt Braunschweig“ umgeben ist.
Ein frühes Stadtsiegel ist schon von der Gründungsurkunde der Goldschmiedegilde aus dem Jahre 1231 bekannt, an der das erste Stadtsiegel befestigt war, dass den Burglöwen in der Mitte einer Umschrift zeigte, die „SIGILLVM BVRGENSIVM IN BRVNESVVIC“ lautete. 1269 gründeten die Räte der Weichbilde Hagen, Altstadt und Neustadt einen gemeinsamen Rat, der sich aus 20 Ratsherren zusammensetzte. Im Jahre 1325 kamen Altewiek und Sack hinzu. Für die Abwicklung der täglichen Geschäfte war jedoch ein kleinerer Rat zuständig, der „Küchenrat“ genannt wurde. Er tagte in der Küche der Münzschmiede.

Flagge der Stadt Braunschweig

Stadtsiegel
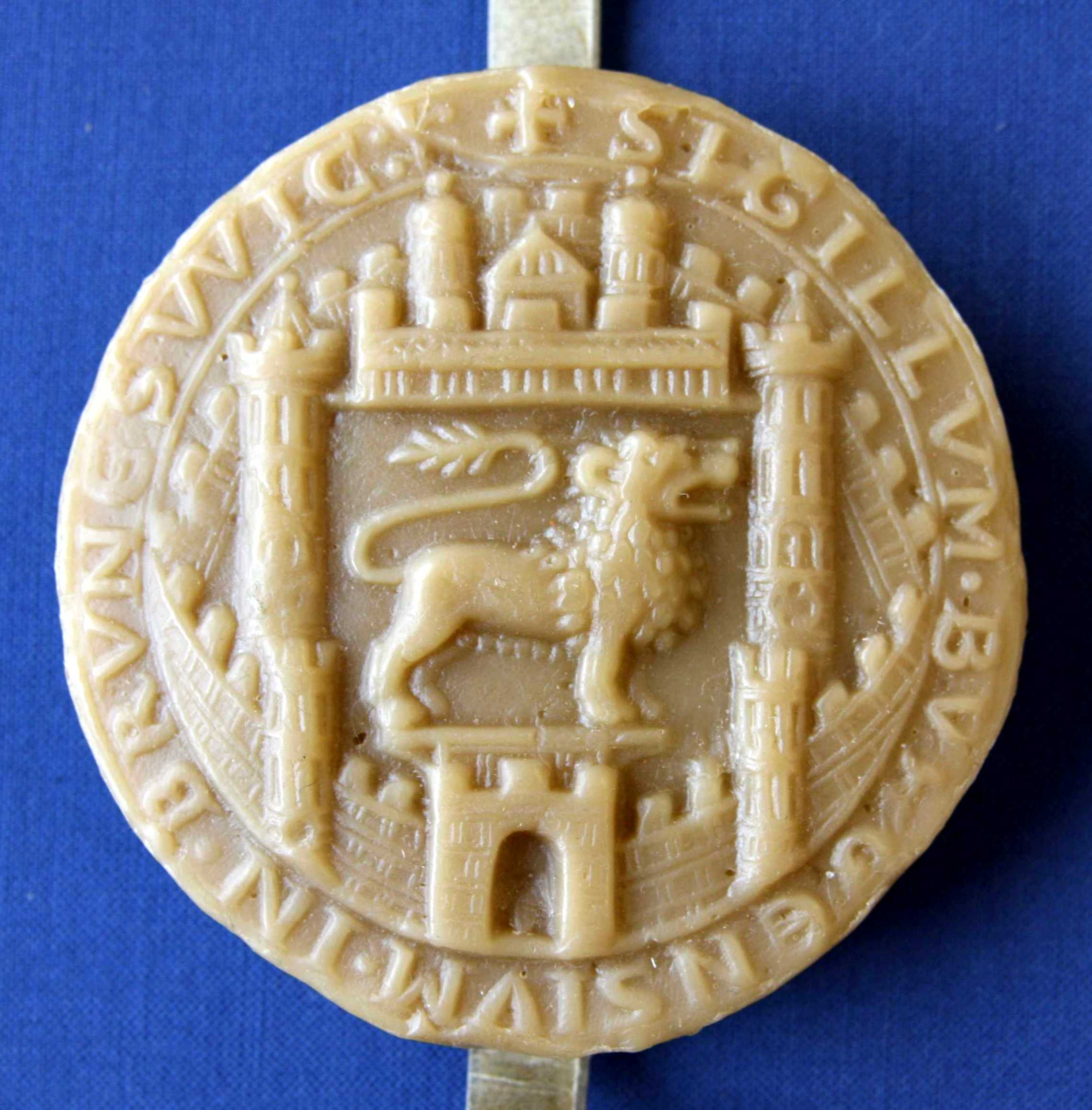
Historisches Stadtsiegel von 1231
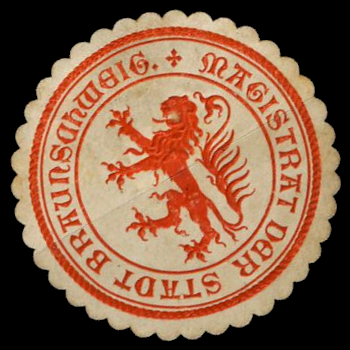
Prägesiegel Magistrat der Stadt Braunschweig

Die Farben der Stadt Braunschweig sind Rot und Weiß, diese bilden die Grundlage für die Flagge der Stadt, die so beschrieben wird.

„Die Stadtflagge zeigt in gleichbreiten Querstreifen oben die Farbe Rot und unten die Farbe Weiß. Im Schnittpunkt der Diagonalen der Flagge, jedoch etwas nach dem Flaggenstock hin verschoben, befindet sich das Stadtwappen; der Löwe ist nach dem Flaggenstock gewendet. Die Höhe des Wappens entspricht etwa zwei Drittel der Breite des Flaggentuches. Die Länge der Flagge verhält sich zur Breite wie 3:2. Die Stadtflagge kann auch die Form der so genannten Hängefahne, des Banners und des Wimpels haben.“

Der Braunschweiger Löwe

## Wappen der Weichbilde
Die fünf ehemaligen Weichbilde, aus denen sich die Stadt Braunschweig durch Zusammenschluss bildete, hatten neben einer eigenen Verfassung und einer Selbstverwaltung eigenständige Wappen, die eine Löwendarstellung enthielten. Diese Wappen traten nahezu gleichzeitig nach der Reformationszeit im 16. Jahrhundert in Erscheinung. Sie sind allesamt am Hagenmarkt auf dem Heinrichsbrunnen, am Sockel der Statue Heinrichs des Löwen und am Rathaus zu sehen. Allerdings fehlt dort das Wappen der Altstadt, da es während des Zweiten Weltkriegs bei den Luftangriffen auf Braunschweig beschädigt wurde.

Wappen der Weichbilde
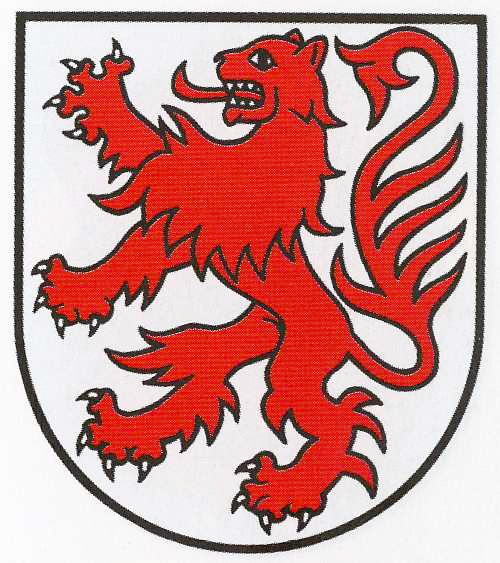
Altstadt
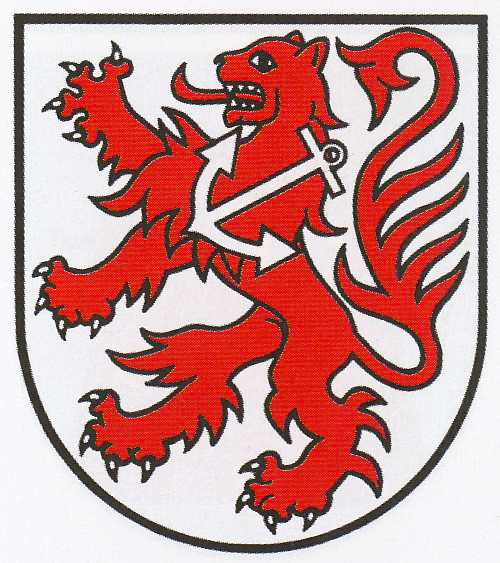
Neustadt
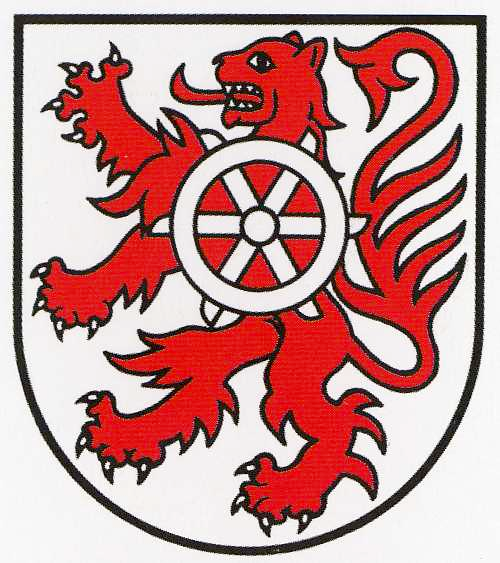
Hagen
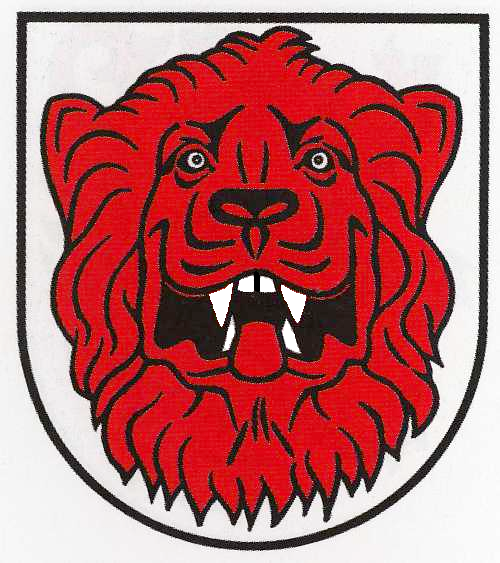
Altewiek
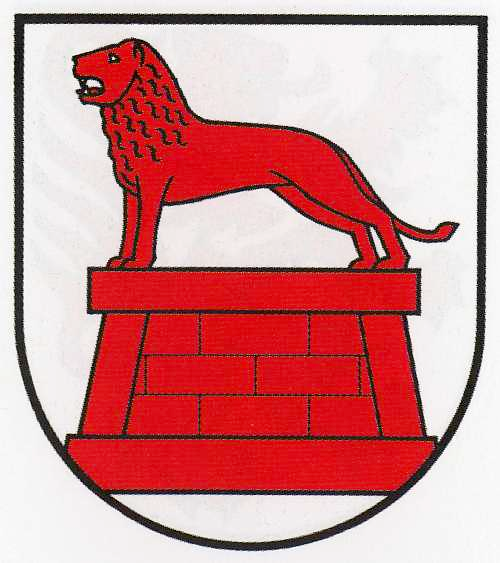
Sack

### Altstadt
Im Wappen der Altstadt ist ein roter Löwe im weißen oder silbernen Schild zu sehen, es ist in Form und Ausführung nahezu identisch mit dem Stadtwappen Braunschweigs.

### Neustadt
Das Wappen der Neustadt weicht vom Altstadt-Wappen nur unwesentlich ab, es zeigt zusätzlich einen silbernen Anker im Schulterbereich des Löwen. Dies geht auf die besondere Funktion der Neustadt zurück, da die Neustadt als Warenumschlagplatz für Schiffsladungen diente. Der Schiffsverkehr hatte im 13. Jahrhundert eine große wirtschaftliche Bedeutung für die Stadt Braunschweig, die zu den Hansestädten zählte. Die Schiffe fuhren von Bremen über die Weser, die Aller und die Oker bis in den Harz. Bereits die Struncksche Chronik erwähnt, „man habe zu Wasser bis nach Bremen fahren können“.:S. 15.

### Hagen
Hier zeigt das Wappen anstelle eines Ankers ein silbernes Speichenrad auf der Schulter des Löwen. Es handelt sich hierbei um ein Richtrad, das mit Messern besetzt ist, und steht als Zeichen für das Martyrium der heiligen Katharina, die als Schutzpatronin des Weichbildes Hagen gilt. Die Windfahne des Turmes der Katharinenkirche zeigt ebenfalls ein solches Rad neben dem Löwen. Ein weiteres dieser Wappen findet sich heute in der restaurierten Ostfassade des Gewandhauses, ursprünglich zierte es die Hagenmarktapotheke.

### Altewiek
Das Wappen des Weichbildes Altewiek zeigt einen herschauenden Löwenkopf mit leicht geöffnetem Maul. Diese Darstellung taucht bereits 1445 im „Großen Brief“ auf einem der Siegel dieses Vertrages auf, und zwar im Siegel der „Lakenmacher der oldenwick“. Ein solches Wappen befand sich am Altewiekrathaus, das 1759 abgerissen wurde.

### Sack
Das Wappen des jüngsten Weichbildes zeigt einen roten Burglöwen mit Sockel auf einem weißen Schild. Schon ein frühes Siegel von 1339 zeigte die beiden herzoglichen Löwen, waagerecht übereinander schreitend. Die Bewohner dieses Bezirks waren überwiegend Bedienstete des Burgbezirks, die ihrem Landesherrn treu ergeben waren. Daher wählten sie später den Burglöwen zu ihrem Wappensymbol aus.:S. 16.
Wappen der heutigen Ortsteile Braunschweigs

## Wappen der Stadtteile und Stadtbezirke

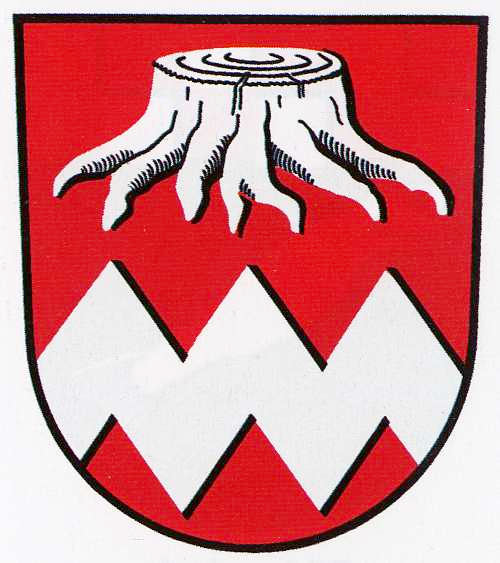
Bevenrode
Bienrode
Broitzem
Dibbesdorf
Geitelde
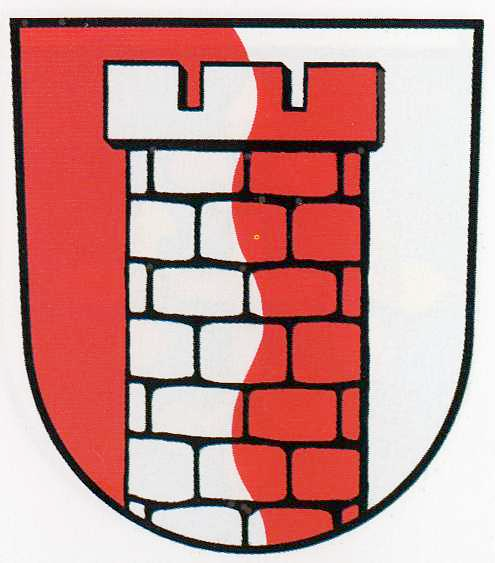
Gliesmarode
Harxbüttel
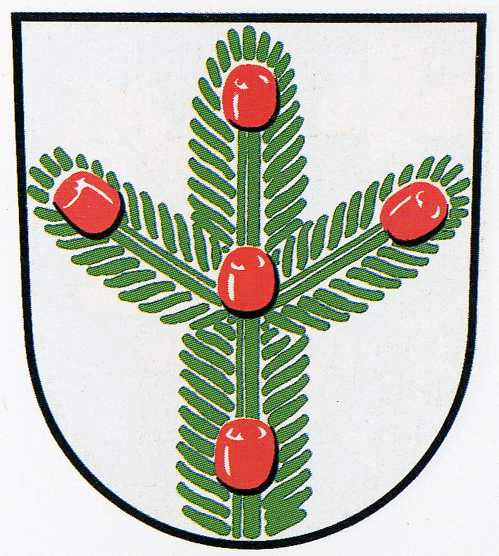
Heidberg
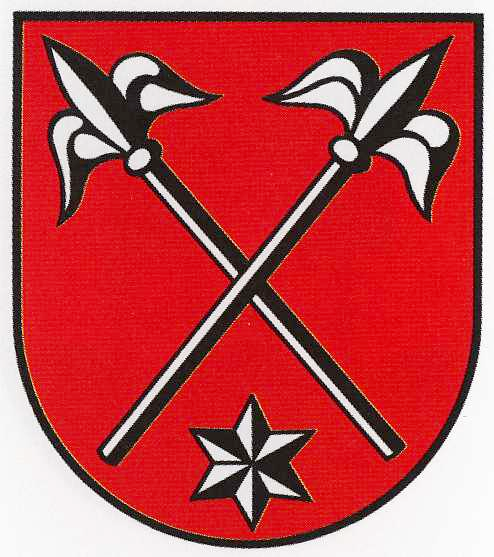
Hondelage
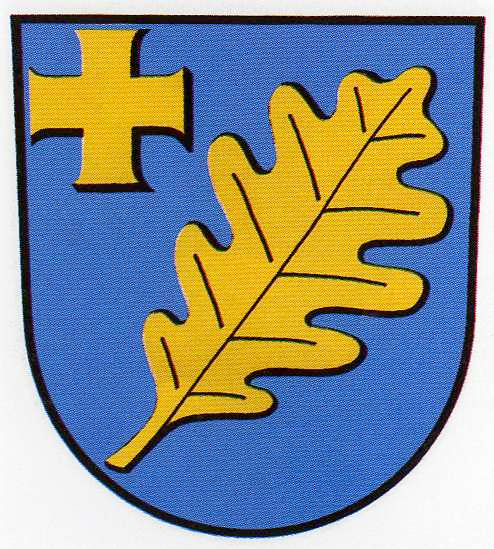
Lamme
Lehndorf
Leiferde
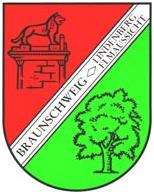
Lindenberg
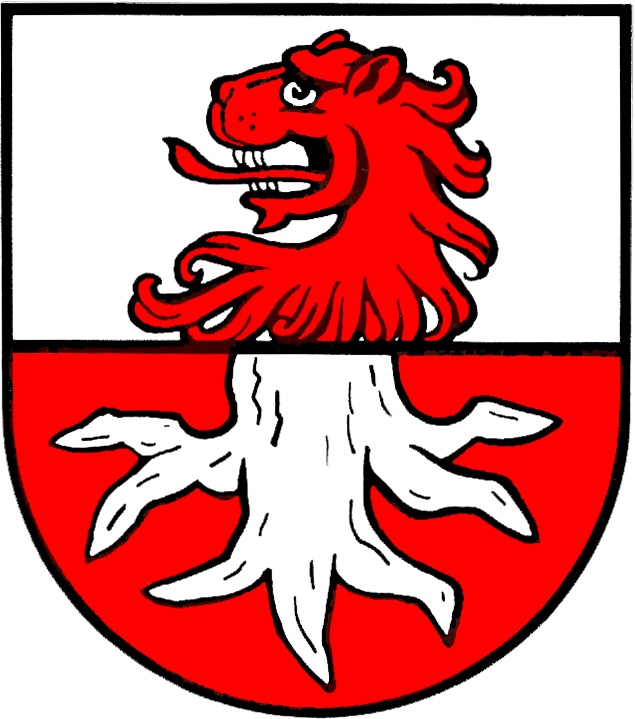
Mascherode
Melverode
Ölper
Querum
Rautheim
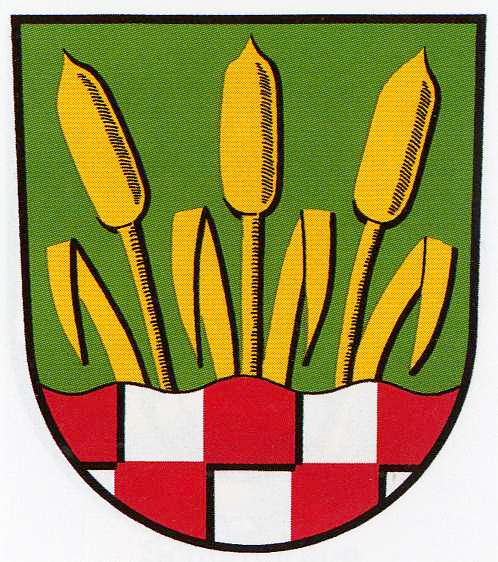
Riddagshausen
Rühme
Rüningen
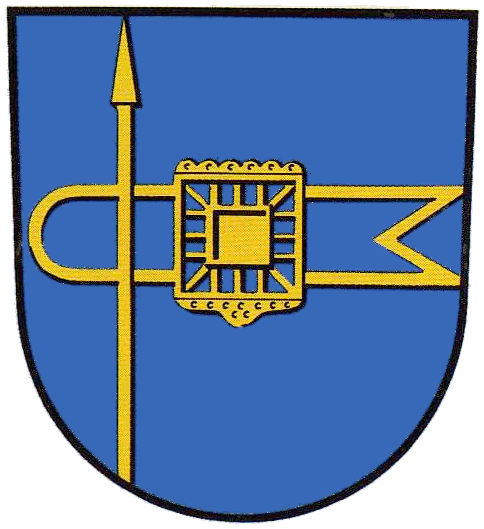
Schapen
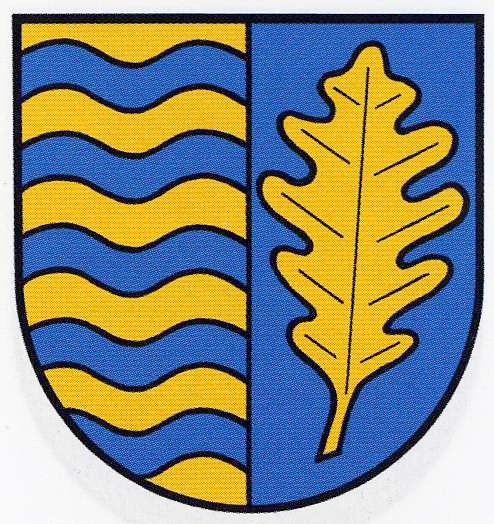
Schunteraue
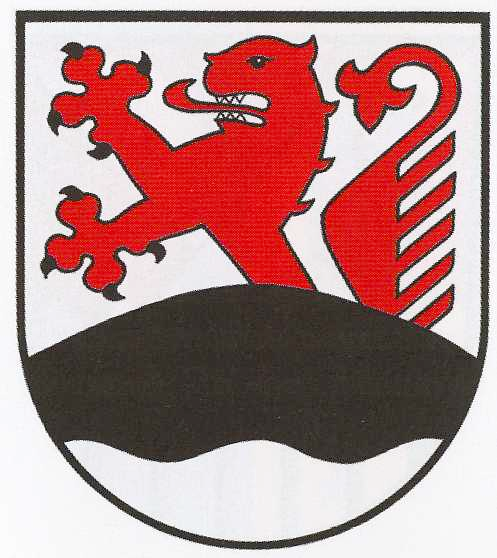
Schwarzer Berg
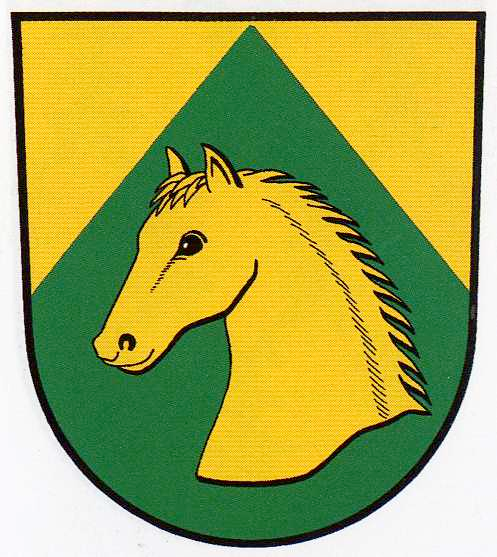
Stiddien
Stöckheim
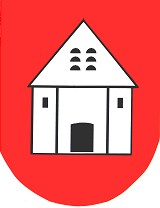
Südstadt
Thune
Timmerlah
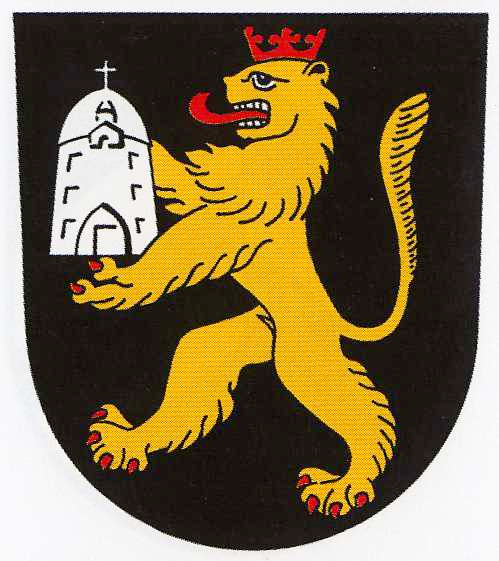
Veltenhof
Viewegsgarten-Bebelhof
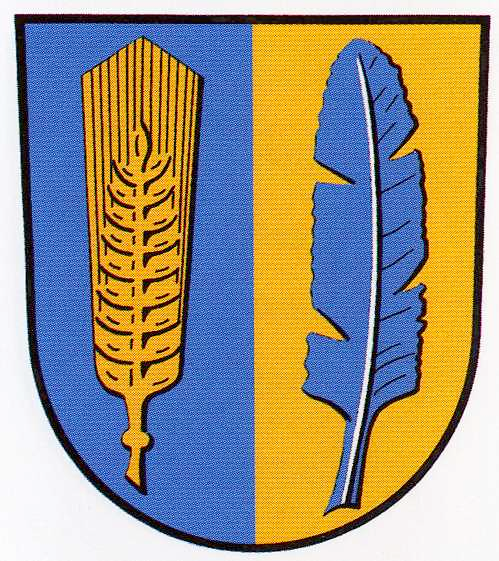
Völkenrode
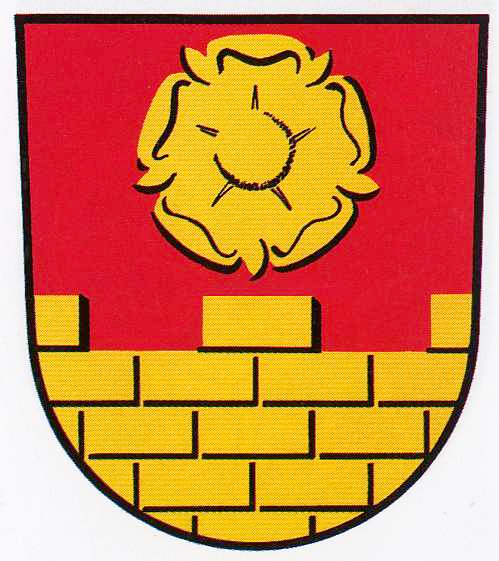
Volkmarode
Waggum
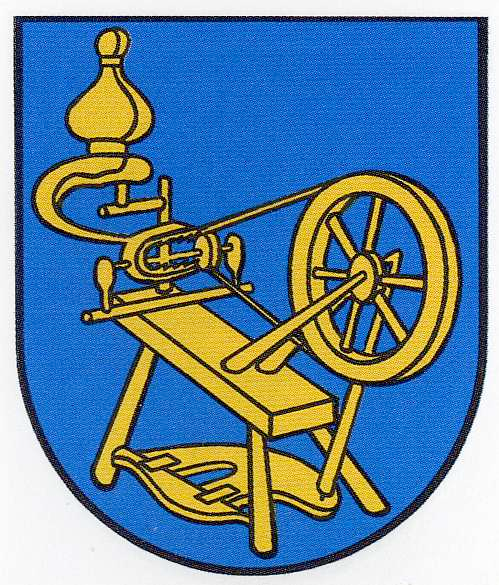
Watenbüttel
Wenden
Westliches Ringgebiet
Weststadt

## Wappen des Herzogtums Braunschweig

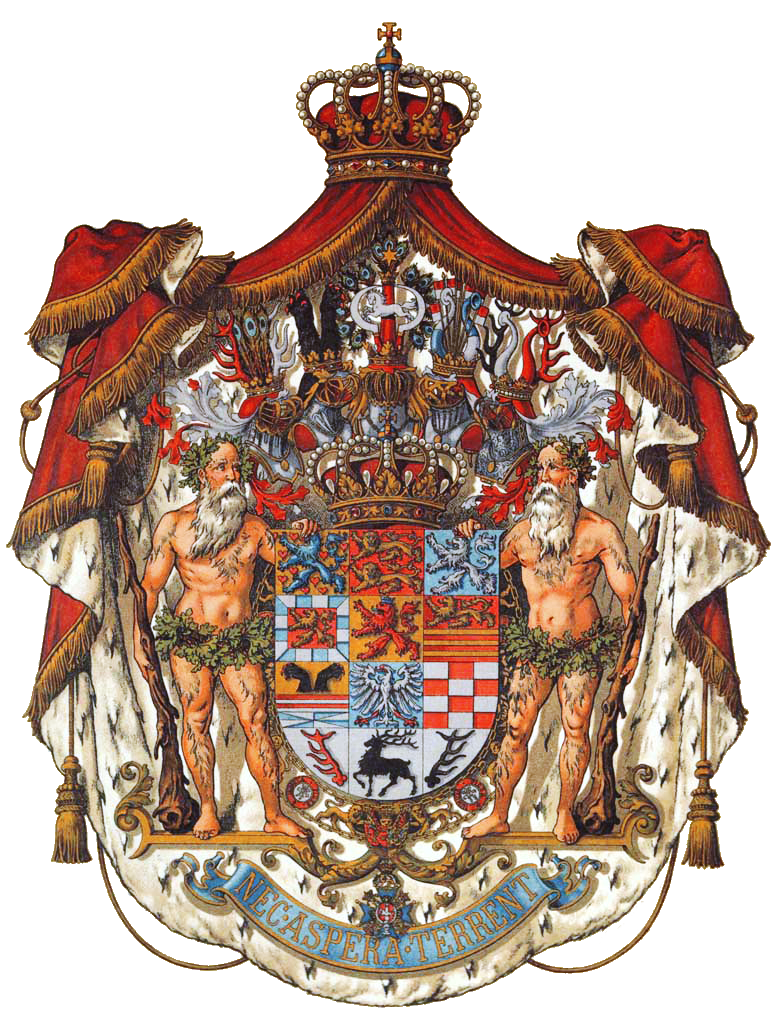
Herzogtum Braunschweig
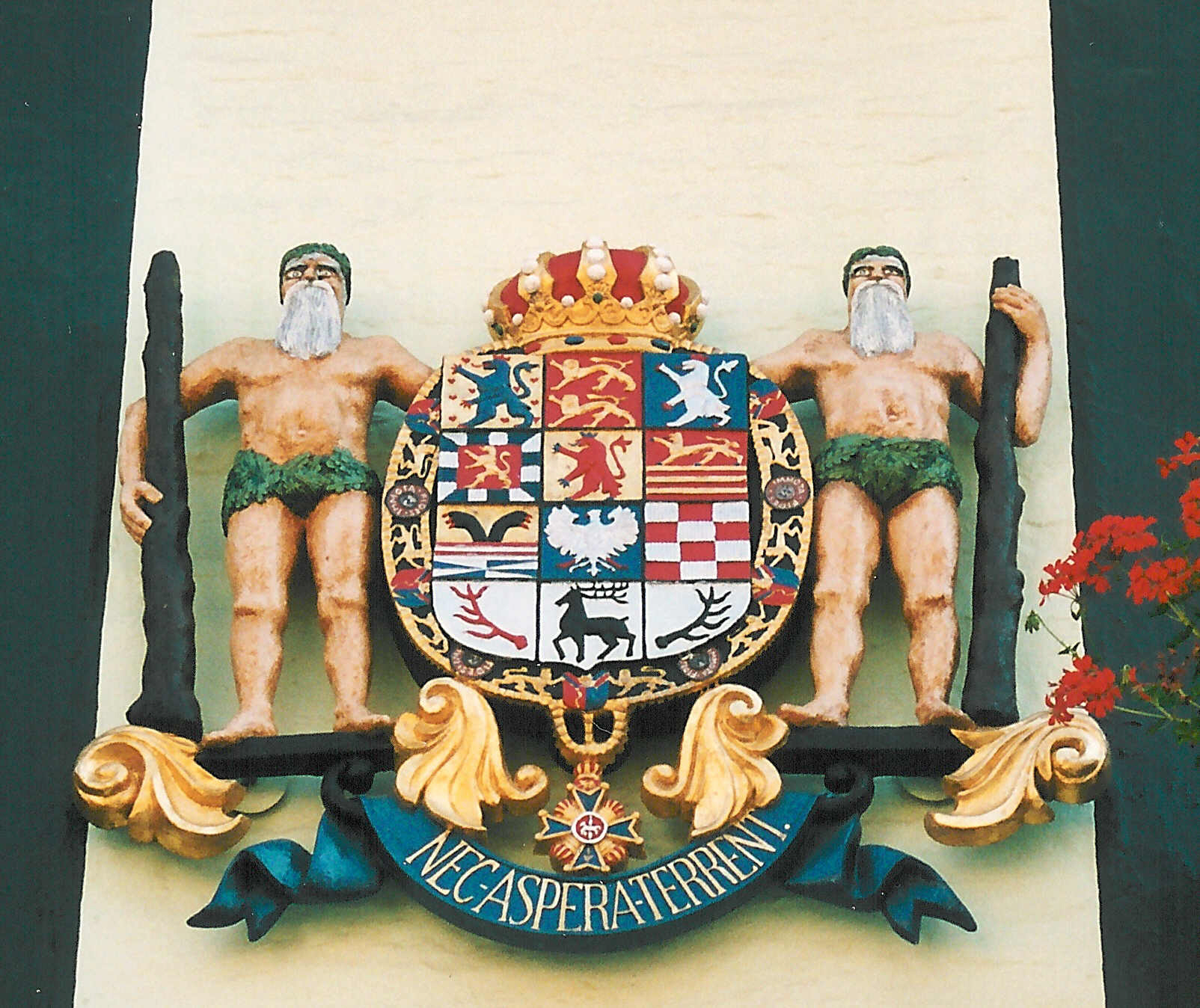
Herzogtum Braunschweig (plastische Darstellung)
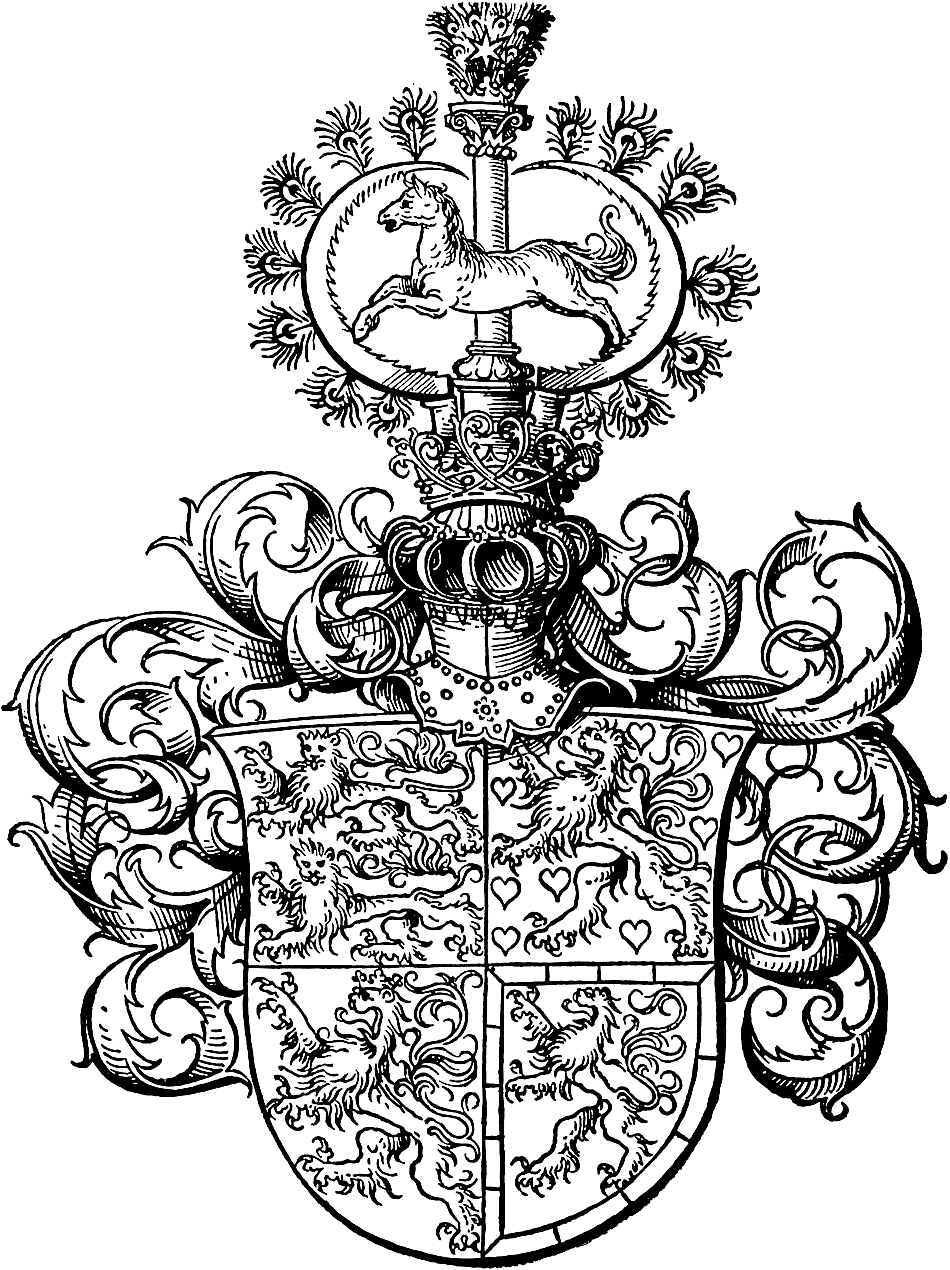
Herzogtum Braunschweig (um 1523)
Herzogtum Braunschweig-Lüneburg
Fürstentum Braunschweig (Teilgebiet des Herzogtums Braunschweig-Lüneburg)

## Weitere Löwenwappen (Auswahl)

Ähnliche oder abgewandelte Wappen
Wappen der Schottischen Könige
König von England bis 1194
Graf von Poitou; das Wappen führte Richard beim Dritten Kreuzzug
Wappen Landkreis Braunschweig
Wappen Herzogtum Berg
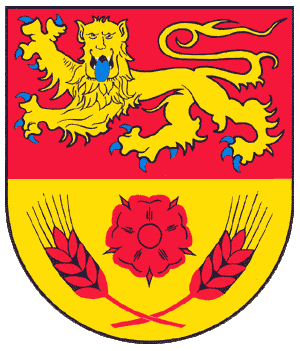
Wappen Reislingen
Wappen Stadt Gifhorn
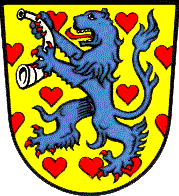
Wappen Landkreis Gifhorn